# ترقوميا
ترقوميا بلدة فلسطينية تقع غرب محافظة الخليل على بعد 12 كم من مدينة الخليل ويحدها من الشرق بلدة بيت كاحل وجبال الخليل ومن الغرب الخط الأخضر بينما يحدها من الشمال بلدة بيت اولا ومنل الجنوب يحدها كل من إذنا وسوبا وتفوح. 

## التسمية
أقيمت بلدة تر قوميا على أنقاض بلدة كنعانية تدعى«يفتاح» وقد عرفت في العهد الروماني باسم Tricomias)) وتعني أرض القرى الأربع

## الموقع الجغرافي للبلدة

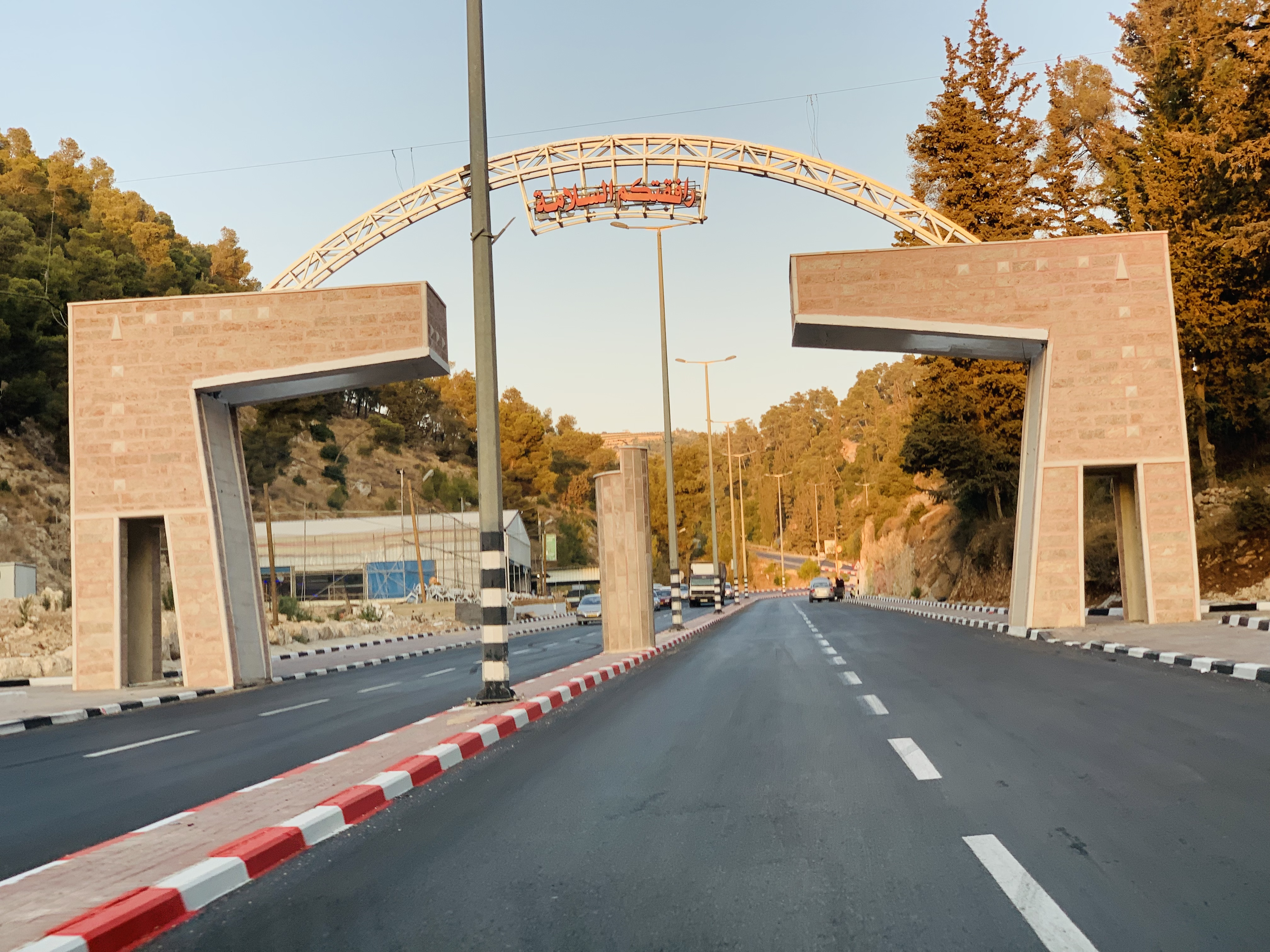
بوابة ترقوميا باتجاه مدينة الخليل، 2019.

تقع بلدة ترقوميا إلى الشمال الغربي من مدينة الخليل وعلى بعد (12)كم أما مساحة أراضيها فلا تكاد تتجاوز (21000) دونم وهي عبارة عن مجموعة التلال الجبلية المتوسطة الارتفاع عن سطح البحر حيث يبلغ ارتفاعها ما بين 460-550م عن سطح البحر وهي تربط بين امتداد السهل الساحلي الفلسطيني ومرتفعات جبال الخليل فتبدو بذلك وكأنها سهلْ يعانق الجبل، وتقع على الخط الفاصل بين فلسطين عام 48 وفلسطين عام 67، ومن أراضيها يبدأ الخط الآمن بين الضفة الغربية وقطاع غزه(المعبر الآمن) معبر ترقوميا.
الحدود:
- ويحد بلدة ترقوميا من الشرق جبال مدينة الخليل وبلدة بيت كاحل.
- ويحدها من الغرب بلدة بيت جبرين وهي أرض مغتصبة منذ عام 1948.
- ويحدها من الشمال بلدة بيت أولا.
- ويحدها من الجنوب بلدة إذنا وسوبا وتفوح.

وتقع ترقوميا في موقع متوسط بين عدة بلدات وقرى تحيط بها من كل جانب وقد ظلت ترقوميا وما زالت بالنسبة لهذه البلدات كالقلب للجسم حيث كان طلاب هذه البلدات تدرس في المرحلة الإعدادية والثانوية في ترقوميا.كذلك فان الطريق الموصلة من هذه البلدات إلى الخليل وفلسطين المحتلة تمر من وسط بلدة ترقوميا.
وفي عام 1982م أقامت سلطات الاحتلال مستوطنات على أراضي بلدة ترقوميا ومعسكر للجيش مما أدى إلى اقتطاع مئات الدونمات من الأراضي الزراعية مما أدى إلى قطع أرزاق معظم الأهالي والذين كانوا يعتمدون على الزراعة في معيشتهم، وتشتهر ترقوميا بزراعة الزيتون والعنب والخضراوات والحبوب.

### أهمية الموقع
تقــع ترقوميا بالقرب مــن منطقــة بيــت جبريــن وعجــور اللتان وقعــت علــى أرضهما معركة أجنادين الإسلامية الشهيرة يوم السبت جمادى الأولى عــام 13 هــ الموافق 30 يوليو 634 ميلادي، وكانت ترقوميا تتبــع ادارياً لأعمال بيت جبرين.
وقـوع ترقوميـا علـى الخط الأخضر حيـث اقيـم علـى مدخلهـا الغربي معبر ترقوميـا الـذي يعتبر حلقــة وصــل بــن الضفــة الغربية وكل مــن الأراضي المحتلة عام 1948 وصولاً إلى ربط الضفة الغربية بقطاع غزة.
كذلك تتبع أهميتها أيضاً لوقوع أراضي ترقوميا بين الخليل وبيت جبرين جعلها محط أنظار الرحالة والمسافرين والتجار.

## الآثار
تحوي بلدة ترقوميا اثاراً كنعانية كثيرة تكاد توجد في كل منطقة في ترقوميا تعود لعشرات آلاف السنيين وهنالك اثار يونانية ورومانية فيها. ومدينة ترقوميا تحوي الكثير من المؤسسات الخدماتية في المدينة منها ما هو خاص وما هو حكومي، ويعمل أهالي مدينة ترقوميا في الصناعة والزراعة والتجارة والتعليم والكثير من المجالات الأخرى، وشهدت ترقوميا في الفترة الأخيرة عدة تطورات في البينة التحتية.
هذا وقد تم توقيع اتفاقية لاقامة مدينة صناعية في بلدة ترقوميا , ما بين وزارة الاقتصاد الفلسطيني وصندوق الاستثمار الفلسطيني , بتاريخ 9.10.2018 , على مساحة من الارض تبلغ 1542 دونم سيتم اقتطاعها من اراضي ترقوميا وبيت اولا.

## السكان
يوجد في البلدة العديد من المؤسسات ومن بينها جمعية ترقوميا الخيرية التي تأسست عام 1964 وهي أقدم وأكبر مؤسسة في ترقوميا وتقدم خدماتها لجميع سكان البلدة في المجالات الصحية والتعليمية والثقافية والاجتماعية.
| السنة | نسمة   |
| ----- | ------ |
| 1922  | 976    |
| 1931  | 1,173  |
| 1945  | 1,550  |
| 1961  | 2,651  |
| 1982  | 2,400  |
| 1992  | 5,500  |
| 1997  | 10,567 |
| 2005  | 14,202 |
| 2007  | 15,109 |

## الهيئات المحلية
- خلال الانتداب البريطاني علي فلسطين عملت حكومة الانتداب على استحداث وظيفة مختار في كل قرية وبلدة ومدينة ليكون حلقة اتصال بين الحكومة والمواطنين، حيث كان أهالي بلدة ترقوميا يجتمعون في ديوان واحد، وكان من السهل توصيل الرسالة المطلوبة للمواطنين.
- عام 1973م أنشئ في البلدة أول مجلس قروي تم تعيينه من جميع عشائر البلدة، حيث كان يقدم الخدمات للأهالي من مياه وهاتف ثم الكهرباء فيما بعد، حيث قام على إدارة شؤونه ثلة من الآباء شهد لهم القاصي والداني بحسن التدبير والإدارة.
- عند مجئ السلطة الوطنية الفلسطينية وبالتحديد بتاريخ 10/5/1997م صدر قرار من وزير الحكم المحلي في السلطة الوطنية الفلسطينية بترقية المجلس القروي إلى مجلس بلدي
- بتاريخ 5 أيار 2005 تم انتخاب أول مجلس بلدي حيث تم انتخاب 13 عضوا من أهالي البلدة